# Сузан Купер
Сузан Мери Купер (енгл. Susan Cooper; Барнам, 23. мај 1935) је британска књижевница. Најпознатија је по писању петоделне фантазијске приче по имену „Долазак таме“ по којој је снимљен и истоимени филм 2007. године. Ове књиге прате традиционалну британску митологију са оригиналним модерним детаљима. Она пише за децу, адолесценте и одрасле.
Сузан Купер је такође и члан организације за дечују литературу (National Children's Book and Literacy Alliance). Ово је непрофитна огранизација у Сједињеним Америчким Државама која се посвећује литератури, књигама и библиотекама.

### Долазак таме
- Over Sea, Under Stone (1965)
- The Dark Is Rising (1973)
- Greenwitch (1974)
- The Grey King (1975)
- Silver on the Tree (1977)

### Друге новеле
- Mandrake (1964)
- Dawn of Fear (1970)
- Seaward (1983)
- The Boggart (1993)
- The Boggart and the Monster (1997)
- King of Shadows (1998)
- Green Boy (2002)
- Victory (June 2006)